# 1581 год
1581 (ты́сяча пятьсо́т во́семьдесят пе́рвый) год  по юлианскому календарю — невисокосный год, начинающийся в воскресенье. Это 1581 год нашей эры, 1‑й год 9‑го десятилетия XVI века 2‑го тысячелетия, 2‑й год 1580‑х годов. Он закончился 444 года назад.
| Пн | Вт | Ср | Чт | Пт | Сб | Вс |
|    |    |    |    |    |    | 1  |
| 2  | 3  | 4  | 5  | 6  | 7  | 8  |
| 9  | 10 | 11 | 12 | 13 | 14 | 15 |
| 16 | 17 | 18 | 19 | 20 | 21 | 22 |
| 23 | 24 | 25 | 26 | 27 | 28 | 29 |
| 30 | 31 |    |    |    |    |    |

| Пн | Вт | Ср | Чт | Пт | Сб | Вс |
|    |    | 1  | 2  | 3  | 4  | 5  |
| 6  | 7  | 8  | 9  | 10 | 11 | 12 |
| 13 | 14 | 15 | 16 | 17 | 18 | 19 |
| 20 | 21 | 22 | 23 | 24 | 25 | 26 |
| 27 | 28 |    |    |    |    |    |

| Пн | Вт | Ср | Чт | Пт | Сб | Вс |
|    |    | 1  | 2  | 3  | 4  | 5  |
| 6  | 7  | 8  | 9  | 10 | 11 | 12 |
| 13 | 14 | 15 | 16 | 17 | 18 | 19 |
| 20 | 21 | 22 | 23 | 24 | 25 | 26 |
| 27 | 28 | 29 | 30 | 31 |    |    |

| Пн | Вт | Ср | Чт | Пт | Сб | Вс |
|    |    |    |    |    | 1  | 2  |
| 3  | 4  | 5  | 6  | 7  | 8  | 9  |
| 10 | 11 | 12 | 13 | 14 | 15 | 16 |
| 17 | 18 | 19 | 20 | 21 | 22 | 23 |
| 24 | 25 | 26 | 27 | 28 | 29 | 30 |

| Пн | Вт | Ср | Чт | Пт | Сб | Вс |
| 1  | 2  | 3  | 4  | 5  | 6  | 7  |
| 8  | 9  | 10 | 11 | 12 | 13 | 14 |
| 15 | 16 | 17 | 18 | 19 | 20 | 21 |
| 22 | 23 | 24 | 25 | 26 | 27 | 28 |
| 29 | 30 | 31 |    |    |    |    |

| Пн | Вт | Ср | Чт | Пт | Сб | Вс |
|    |    |    | 1  | 2  | 3  | 4  |
| 5  | 6  | 7  | 8  | 9  | 10 | 11 |
| 12 | 13 | 14 | 15 | 16 | 17 | 18 |
| 19 | 20 | 21 | 22 | 23 | 24 | 25 |
| 26 | 27 | 28 | 29 | 30 |    |    |

| Пн | Вт | Ср | Чт | Пт | Сб | Вс |
|    |    |    |    |    | 1  | 2  |
| 3  | 4  | 5  | 6  | 7  | 8  | 9  |
| 10 | 11 | 12 | 13 | 14 | 15 | 16 |
| 17 | 18 | 19 | 20 | 21 | 22 | 23 |
| 24 | 25 | 26 | 27 | 28 | 29 | 30 |
| 31 |    |    |    |    |    |    |

| Пн | Вт | Ср | Чт | Пт | Сб | Вс |
|    | 1  | 2  | 3  | 4  | 5  | 6  |
| 7  | 8  | 9  | 10 | 11 | 12 | 13 |
| 14 | 15 | 16 | 17 | 18 | 19 | 20 |
| 21 | 22 | 23 | 24 | 25 | 26 | 27 |
| 28 | 29 | 30 | 31 |    |    |    |

| Пн | Вт | Ср | Чт | Пт | Сб | Вс |
|    |    |    |    | 1  | 2  | 3  |
| 4  | 5  | 6  | 7  | 8  | 9  | 10 |
| 11 | 12 | 13 | 14 | 15 | 16 | 17 |
| 18 | 19 | 20 | 21 | 22 | 23 | 24 |
| 25 | 26 | 27 | 28 | 29 | 30 |    |

| Пн | Вт | Ср | Чт | Пт | Сб | Вс |
|    |    |    |    |    |    | 1  |
| 2  | 3  | 4  | 5  | 6  | 7  | 8  |
| 9  | 10 | 11 | 12 | 13 | 14 | 15 |
| 16 | 17 | 18 | 19 | 20 | 21 | 22 |
| 23 | 24 | 25 | 26 | 27 | 28 | 29 |
| 30 | 31 |    |    |    |    |    |

| Пн | Вт | Ср | Чт | Пт | Сб | Вс |
|    |    | 1  | 2  | 3  | 4  | 5  |
| 6  | 7  | 8  | 9  | 10 | 11 | 12 |
| 13 | 14 | 15 | 16 | 17 | 18 | 19 |
| 20 | 21 | 22 | 23 | 24 | 25 | 26 |
| 27 | 28 | 29 | 30 |    |    |    |

| Пн | Вт | Ср | Чт | Пт | Сб | Вс |
|    |    |    |    | 1  | 2  | 3  |
| 4  | 5  | 6  | 7  | 8  | 9  | 10 |
| 11 | 12 | 13 | 14 | 15 | 16 | 17 |
| 18 | 19 | 20 | 21 | 22 | 23 | 24 |
| 25 | 26 | 27 | 28 | 29 | 30 | 31 |

## События
- 1493—1593 — Столетняя хорватско-османская война. Серия вооружённых конфликтов между Королевством Хорватия и Османской империей[1].
- 1507—1622 — Португало-персидская война. Ряд вооружённых конфликтов между колониалистской Португалией и вассальным Ормузом, с одной стороны, и Сефевидской империей, поддерживаемой англичанами, с другой[2].
- 1511—1641 — Малайско-португальская война. Вооружённый конфликт XVI-XVII веков, в котором Малаккский султанат при поддержке империи Мин, Голландской Ост-Индской компании (с 1607) и Джохора безуспешно сопротивлялся Португальской империи, стремившейся захватить Малакку и установить контроль над торговлей между Индией и Китаем[3].
- 1566—1609 — первый этап Нидерландской буржуазной революции (Восьмидесятилетняя война). Религиозно-идеологическая, политическая и социально-экономическая борьба Семнадцати провинций за независимость от испанского владычества[4].
  - 26—27 июля — осада Бреды[5].
- 1578—1581 — закончилось восстание ниндзя в провинции Ига в Японии[6].
- 1578—1590 — Турецко-персидская война[7].
- 1580—1589 — Португало-турецкая война[8].
- 1580—1582 — восстание мусульманских феодалов в Индии против Акбара. Акбар подавил его главным образом с помощью индусских феодалов.
- 1580—1583 — война за португальское наследство. Вооружённый конфликт между претендентами на португальскую корону: Антониу из Крату, первоначально провозглашённым королём Португалии, и испанским королём Филиппом II, который в итоге и занял португальский трон, объединив тем самым весь Иберийский полуостров под своей властью[9].
- 26 июля — Акт о клятвенном отречении. Юридический документ, провозгласивший, что король Филипп II Испанский не исполнил своего священного долга перед нидерландскими провинциями и поэтому более не является законным монархом на их территории. Подписан в одностороннем порядке и закрепил выход из-под сюзеренитета Испанской империи Северных Нидерландов и объединение их в Республику Соединённых провинций[10].
  - Городские милиции на севере Нидерландов лишены права принимать участие в решении городских дел.
- Заключено Северинское соглашение между польскими органами верховной власти в Ливонии и рижской бюргерской оппозицией, подвело черту многолетнему ожесточённому противостоянию[11].
- Присоединение Риги к Польше.
- Финляндия получила статус Великого княжества Финляндского в составе Шведской империи.
- Образование Левантской компании в Англии.[источник не указан 3288 дней]
- Возникновение в Нориче первой общины индепендентов.
- Присоединение Португалии к Испании.
- Натуральный налог-рента в Китае заменён денежным.[источник не указан 3288 дней]
- Неудачная попытка голландцев в Суринаме основать постоянную колонию.

## Русское государство
Царствование: 1533—1584 — Иван IV Васильевич Грозный
- 1558—1583 — Ливонская война[12]. 
  - Июнь — битва под Шкловом[13].
  - 5 августа—26 октября — рейд Радзивилла[14].
  - 4—15 сентября — осада Нарвы. Шведские отряды Делагарди заняли Нарву, которая очень серьёзно пострадала, и начали военные действия в Карелии[12].
- 1558 — 1585 — Третья черемисская война[15]. 
  - Август — пелымские вогуличи напали на Пермь Великую[16].
- 1573—1582 — Война Строгановых. Конфликт между Сибирским ханством и землями Строгановых в Русском царстве за Пермские земли[17].
- 1577—1582 — Русско-польская война (часть Ливонской войны)[18].
- После очередного набега сибирских племён на Пермь Великую начинается Сибирский поход Ермака[16].
  - 9 мая — сражение войск Ермака с сибирскими татарами при устье реки Тура[16].
  - 8 июня — сражение войск Ермака с татарами у Берёзового яра[16].
  - 29 июня — сражение войск Ермака с татарами в Караульном яру[16].
  - 21 июля — сражение войск Ермака с отрядами царевича Маметкула[16].
  - 26 июля — сражение войск Ермака при устье реки Турба и взятие Карачинского городка[16].
  - 14 сентября — взятие войском Ермака татарского городка Атика[16].
  - 1 октября — сражение войск Ермака с татарами под Чувашским мысом[16].
  - 23 октября — состоялось главное сражение войск Ермака с татарами под Чувашем[16].
  - 25 октября — бегство хана Кучума из городка Сибирь[16].
  - 22 декабря — атаман Иван Кольцо отправлен в Москву для отвоза ясашной казны и испрошения у царя Ивана Грозного прощения для всех казаков участвовавших в походе в Сибирь[16]
- 1581—1582 — Псковская оборона (см. картина Стефан Батория под Псковом)[19].
  - Армия Стефана Батория доукомплектовалась: новый набор проводился в Венгрии, шла вербовка наёмников, ранее служивших в Голландии, из польской шляхты формировалась королевская пехота, в состав армии также вошёл прусский отряд под командованием В. Бутлера, группа прусских добровольцев, отряд любекских немцев (всего в наступлении на Псков участвовало 25-30 тыс. чел.)[19].
  - Весна  — римский папа Григорий XIII, по просьбе Ивана Грозного в посредничестве о заключении мирного договора с Речью Посполитой озвученной в 1580 году, направляет в Москву для посреднической миссии дипломата иезуита Антонио Поссевино[20].
  - Лето — Антонио Поссевино, совместно с русским послом Леонтием Шеврюгиным посещают ставку Стефана Батория, а затем направляются в Россию[20].
  - Лето — псковичи, готовясь к отражению неприятеля, возвели дополнительные укрепления из брёвен, насыпав между рядами бревенчатых стен землю, надстроили на каменных стенах деревянные башни, разместив на них артиллерию. Гарнизон Пскова располагал значительными запасами пороха и продовольствия[19].
  - 21-30 июня — переговоры посольства Речи Посполитой во главе с послом К. Держко (Держеком) в Москве окончились неудачно[19].
  - Август — на польском военном совете в оккупированном русском городе Заволочье принято решение о походе на Псков, после безуспешных переговоров Речи Посполитой во главе с послом К. Держко (Держеком) в Москве[19].
  - 18 августа — к Пскову подошли передовые отряды Стефана Батория[19].
  - 18 августа — в Старице. Антонио Поссевино проводит переговоры с Иваном Грозным о возможности заключения мира с Польшей[20]. Посол так же привозит личное послание Римского папы — Фёдору Ивановичу[21].
  - 25 августа — к Пскову, со стороны р. Черёха, подошли основные силы поляков[19].
  - 1 сентября — началось строительство осадных укреплений — шанцев, на что псковичи предприняли несколько вылазок[19].
  - 2 сентября — поляки начали обстрел крепостных стен Пскова[19].
  - 8 сентября — венгерские артиллеристы сумели проломить крепостную стену в районе Свинусской башни, поляки захватили её, а венгры захватили соседнюю Покровскую башню. Однако русские предприняли контратаку выбив неприятеля из крепости нанеся ему большой урон[19].
  - 24 и 27 сентября — русские взорвали несколько (по различным данным от 2 до 9) "лазов" (подземных ходов, подкопов), которые поляки и венгры вели под стены Пскова[19].
  - В Псков сумели прорваться 2 отряда стрельцов Н. Хвостова и Ф. Мясоедова[19].
  - 24 октября — начался массовый артиллерийский обстрел города раскалёнными ядрами, который полякам успеха не принёс[19].
  - 29—30 октября — состоялся новый крупный штурм Пскова. Удар был нанесён в районе старого пролома, заделанного деревянными палисадами. Венгры вновь сумели подняться на крепостную стену и частично её разрушить, но в итоге были отброшены[19].
  - По предложению коронного канцлера Яна Замойского, было решено приступить к долгой осаде Пскова и взять его измором[19].
  - 2 ноября — после ещё одного неудачного штурма было решено сворачивать лагерь, в котором остались только наёмники, решившие зимовать под стенами Пскова[19].
  - 1 декабря — литовские и польские войска во главе со Стефаном Батория покинули лагерь (за время осады города состоялся 31 приступ войск Батория и 46 вылазок псковичей)[19][20].
  - Август — литовская кавалерия под командованием гетмана К. Радзивилла совершила глубокий рейд к Волге, едва не захватив в плен под Старицей Ивана Грозного[12].
  - Старая Русса разорена польско-литовскими отрядами[22].
- Февраль — Холм сожжён польско-литовскими отрядами[23].
- 19 августа — в Москве ведутся переговоры с нагайскими послами Ишбулатом[24].
- 28 августа — в Москве ведутся переговоры с нагайскими послами Байкешем Тимеевым "с товарищи"[24].
- 9 ноября — очередной конфликт царевича Ивана Ивановича с отцом Иваном Грозным. В источниках имеется несколько объяснений его причин. В Псковском летописце отмечено, что конфликт возник из-за желания царевича быть во главе русских войск в военных действиях с польско-литовской армией под Псковом. Англичанин Джером Горсей утверждал, что Иван Грозный разгневался на сына за то, что он позволил «чиновнику дать разрешение какому-то дворянину на 5 или 6 ямских лошадей, послав его по своим делам без царского ведома». Антоний Пассевино изложил версию (наиболее правдоподобную), что 09 ноября в Александровской слободе, застав, беременную жену сына одетой лишь в одну сорочку, Иван Грозный разгневался и начал её избивать. Царевич вступился за жену и царь ударил его посохом с острым наконечником (картина Иван Грозный убивает своего сына). На следующий день у жены случился выкидыш, от чего Иван Иванович заболел от сильного душевного потрясения и умер через 11 дней (ум. 19 ноября)[25].
  - 15 ноября — Борис Фёдорович Годунов, заступаясь за царевича Ивана Ивановича сильно поранен царём. Лечение проводил Строганов "купецкого чина человек"[26].
  - 19 ноября — Фёдор Иванович, после смерти старшего брата царевича Ивана Ивановича становится наследником русского престола[27].
- Иван IV ввёл заповедные лета — срок, в течение которого в некоторых районах Русского государства запрещался крестьянский выход в осенний Юрьев день.
- Царевич Иван Иванович третий раз женился на Елене Ивановне Шереметевой (ум. 1586/87), дочери боярина И. В. Шереметьева-Меньшого[25].
- Найдено нетленным тело великой княгини Анны Дмитриевны (ум. 1368) и объявлены мощами (см. 1651 год)[26].
- Впервые в Москве и всей Великой Руси заработала аптека.
- Пожалованы окольничеством: Годунов Иван Васильевич, Троекуров Фёдор Михайлович[28].
- Пожалован боярством: Годунов Борис Фёдорович (ум. 1605), будущий царь Всея Руси[28].
- На службу Государю выехали родоначальники дворянских родов: Костливцовы, Кропотовы и Гагины[29].
- Местничество: Шуйский Василий Иванович с братьями и Одоевский Михаил Никитич[30].

### Руководители приказов
| Года      | Приказ            | Ф,И,О главы                | Примечания |
| --------- | ----------------- | -------------------------- | ---------- |
| 1577-1594 | Разрядный приказ  | Щелкалов Василий Яковлевич |            |
| 1570-1594 | Посольский приказ | Щелкалов Андрей Яковлевич  |            |
| 1570-1588 | Казанского дворца | Щелкалов Андрей Яковлевич  |            |

## Начало правления
См.также: Список глав государств в 1581 году
- 1581—1598 — князь Трансильвании Сигизмунд Батори.

## Наука и искусство
- Впервые была напечатана полная церковно-славянская Библия. В тексте её, однако, иногда встречались ошибки и неточности.

## Родились
См. также: Категория:Родившиеся в 1581 году
- Ашшер, Джеймс — ирландский англиканский архиепископ, богослов, историк-библеист и коллекционер исторических документов, один из основоположников библейской хронологии.
- Баше де Мезириак, Клод Гаспар — французский математик XVII века, поэт, лингвист, переводчик.
- Браувер, Хендрик — нидерландский мореплаватель и 8-й генерал-губернатор Голландской Ост-Индии. Считается первооткрывателем прямого морского пути в Индонезиию от мыса Доброй Надежды к Зондскому проливу.
- Викентий де Поль — католический святой, основатель конгрегации лазаристов и конгрегации дочерей милосердия.
- Эдмунд Гюнтер[англ.] — английский математик.
- Доменикино — итальянский художник болонской школы, наставник Пуссена и Лоррена, предшественник классицизма.
- Морштын, Иероним — польский поэт, писатель раннего барокко, переводчик.
- Хуан Руис де Аларкон — испанский драматург.
- Сен-Сиран — французский церковный деятель, друг и соратник Янсения, глава французских янсенистов.
- Хофт, Питер Корнелисзон — нидерландский поэт, драматург, один из наиболее типичных представителей литературного Ренессанса («золотого века») в эпоху торгового капитала.

## Скончались
См. также: Категория:Умершие в 1581 году
- 19 ноября — Иван Иванович, наследник русского престола, сын Ивана Грозного[20].
- 1 декабря — Эдмунд Кампион, святой Римско-католической церкви, один из «40 английских и уэльских мучеников», пострадавших во время преследований католиков в Великобритании.
- Байиннаун — бирманский король с 1551 по 1581 год.
- Бертран, Людовик — католический святой, миссионер из ордена доминиканцев, «апостол Южной Америки».
- Гуру Рам Дас — четвёртый гуру сикхов.
- Криштоф Батори — князь Трансильвании, сын Иштвана IV, воеводы Трансильвании.
- Постель, Гийом — французский философ-мистик и гуманист.
- Хасеки Махидевран Султан — сестра бесленеевского хана Маашука Канукова, третья жена султана Сулеймана Великолепного.